# Ens (Schokland)

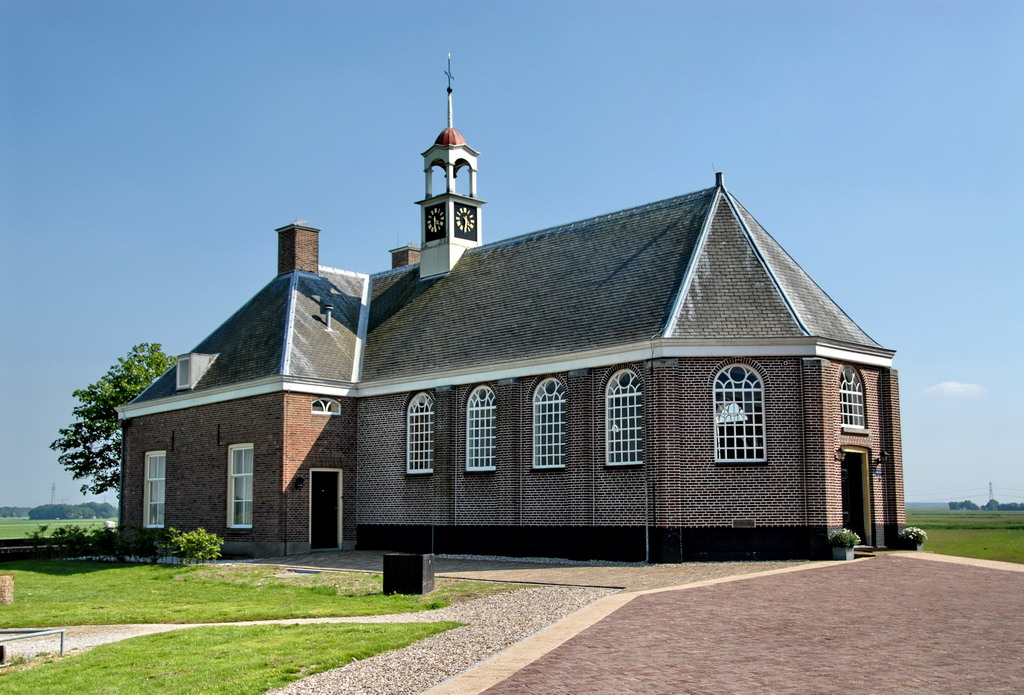
De Enserkerk

Ens was de naam voor het zuidelijke deel van het voormalige eiland Schokland met de twee voormalige woonterpen De Zuidert en Middelbuurt.
Ens viel onder de provincie Overijssel. Dit in tegenstelling tot de noordelijke helft van het eiland, met de woonterp Emmeloord, dat bij het gewest Holland hoorde. 
De naam Ens komt waarschijnlijk van "Endesea" wat eendenzee zou betekenen. De benaming Ens is levend gehouden in de benaming van het nieuwe dorp Ens ten zuidoosten van het huidige Emmeloord. De benaming Zuidert ziet men terug in een woonwijk in Emmeloord-zuid genaamd, "De Zuidert".

## Geschiedenis
Schokland was een eiland in de Zuiderzee. Het was laaggelegen en had daarom regelmatig te maken met overstromingen. Het eiland werd mede hierom in 1859 door Willem III ontruimd. Vier jaar voor de ontruiming waren de bewoners van Zuidert al naar Middelbuurt verhuisd en hadden hun woningen af moeten breken. Dit ook vanwege het steeds dreigender gevaar van een grote overstroming. In 1942 viel de Noordoostpolder droog en was het eiland omgeven door land.

## Volkstelling
| Buurtschap                                                                   | Gezinnen | Inwoners | Inwoners    | Inwoners   | Inwoners |
| ---------------------------------------------------------------------------- | -------- | -------- | ----------- | ---------- | -------- |
|                                                                              |          | Totaal   | Katholieken | Hervormden | Overigen |
| Middelbuurt                                                                  | 43       | 188      | 71          | 115        | 2        |
| De Zuidert                                                                   | 14       | 64       | 17          | 47         | -        |
| Bron: https://web.archive.org/web/20040921043531/http://www.volkstelling.nl/ |          |          |             |            |          |

## Ens nu
Ens is heden ten dage te bezichtigen. Het Museum Schokland is hier gevestigd. Omdat de inwoners destijds verplicht waren hun huizen te slopen zijn er geen oude huizen bewaard gebleven, alleen de Enserkerk uit 1834 is blijven staan. Schokland, met 1000 ha agrarische grond om het eiland heen,  is sedert 1995 toegevoegd op de UNESCO Werelderfgoedlijst, Ens is nu beschermd en wordt vaak bezocht door toeristen.
Ens:
Museum Schokland ·
Terp Middelbuurt ·
Enserkerk ·
IJsloperschuur ·
Terp De Zuidert ·
Terp de Zuidpunt ·
Ensenerkerk ·
Vuurtoren van Ens

Emmeloord:
Oude haven ·
Lichtwachter ·
Misthoorn ·
Schokkerbos ·
Gesteentetuin ·
Het Zand